# Хернади, Юдит
Юдит Хернади (венг. Hernádi Judit, род. 11 апреля 1956, Будапешт) — венгерская актриса и певица, заслуженная артистка Венгрии, сыгравшая множество ролей в театре, кино и на телевидении, награждённая различными премиями и призами.

## Биография
Родителями Юдит были педиатр Арпад Хернади (венг. Hernádi Árpád) и Агнеш Свобода (венг. Szvoboda Ágnes). В раннем детстве она почти не видела отца из-за его загруженности на работе. Зато в бурные подростковые годы отцовская поддержка была для Юдит спасительной. Когда из-за проблем с поведением её выгоняли из нескольких средних школ, отец посоветовал дочери не сидеть дома, а найти работу и параллельно готовиться к сдаче экзаменов.
Несмотря на то, что полученный ею аттестат зрелости не блистал хорошими оценками, Юдит приняли в театральный вуз. Там уже не было серьёзных скандалов с поведением, только «мелочи» — когда она без разрешения пошла на синхронное озвучивание. В таких случаях Юдит выручал её сокурсник, будущий режиссёр и народный артист Венгрии Зольтан Варконьи.	
В 1978 году Юдит закончила столичный Университет театра и киноискусства и сразу начала свою карьеру в Будапештском театре комедии. После рождения дочери была фрилансером (1986—1992), затем работала в театре «Талия» (1992—1994), а с 1994 года снова стала фрилансером. Параллельно играет разноплановые роли в кино- и телефильмах, её низкий уникальный голос звучит почти в 300 кинокартинах.
В фильме Марты Месарош 1980 года «Вторая жена» Юдит Хернади всего один раз появилась в кадре, но в ключевой сцене. Перед гостями богатого промышленника в гламурной обстановке певица исполняет популярный хит середины 1930-х годов, под мелодию которого завязывается любовный треугольник. Кроме запоминающегося музыкального звучания для сюжета фильма важен и повторяющийся с вариациями текст.

Оригинальный текст (венг.)Sohase mondd, hogy vége,

csak azt mondd, hogy ennyi megérte.

S ha megérte, jöhet egy pont,

Mit mondanod kell, ó, mondd!
Никогда не говори, что всё кончено,

Просто скажи, что оно того стоит.

И если оно того стоит, поставь точку,

То, что ты должен сказать, скажи!

Зрители часто ассоциируют Юдит Эрнади с образом «светской дивы», хотя в действительности она предпочитает простоту, почти не носит украшений, не пьет алкоголь и сама определяет свой индивидуальный стиль как «женственный».

Юдит Хернади на концерте в Хевизе, июль 2012
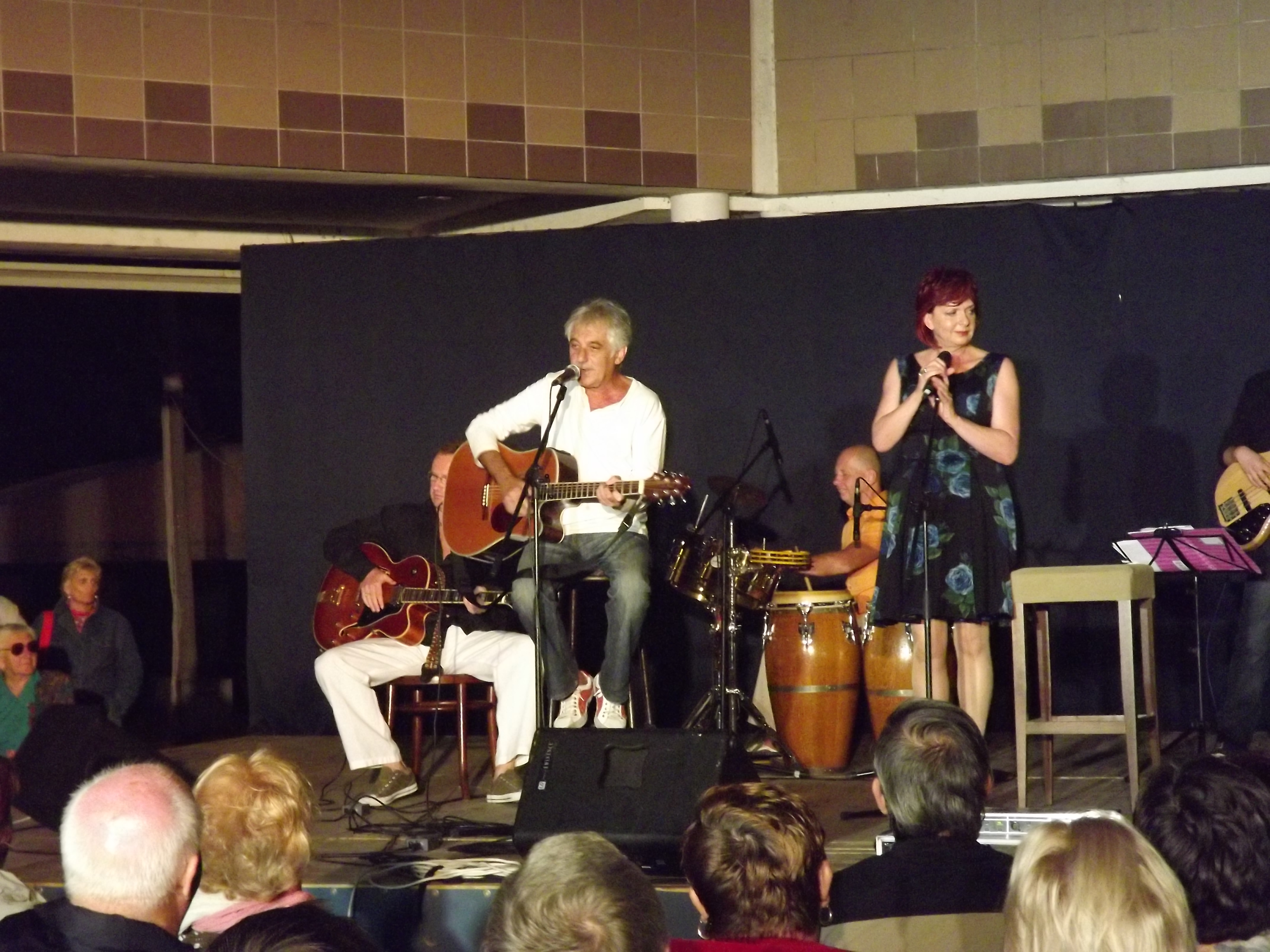
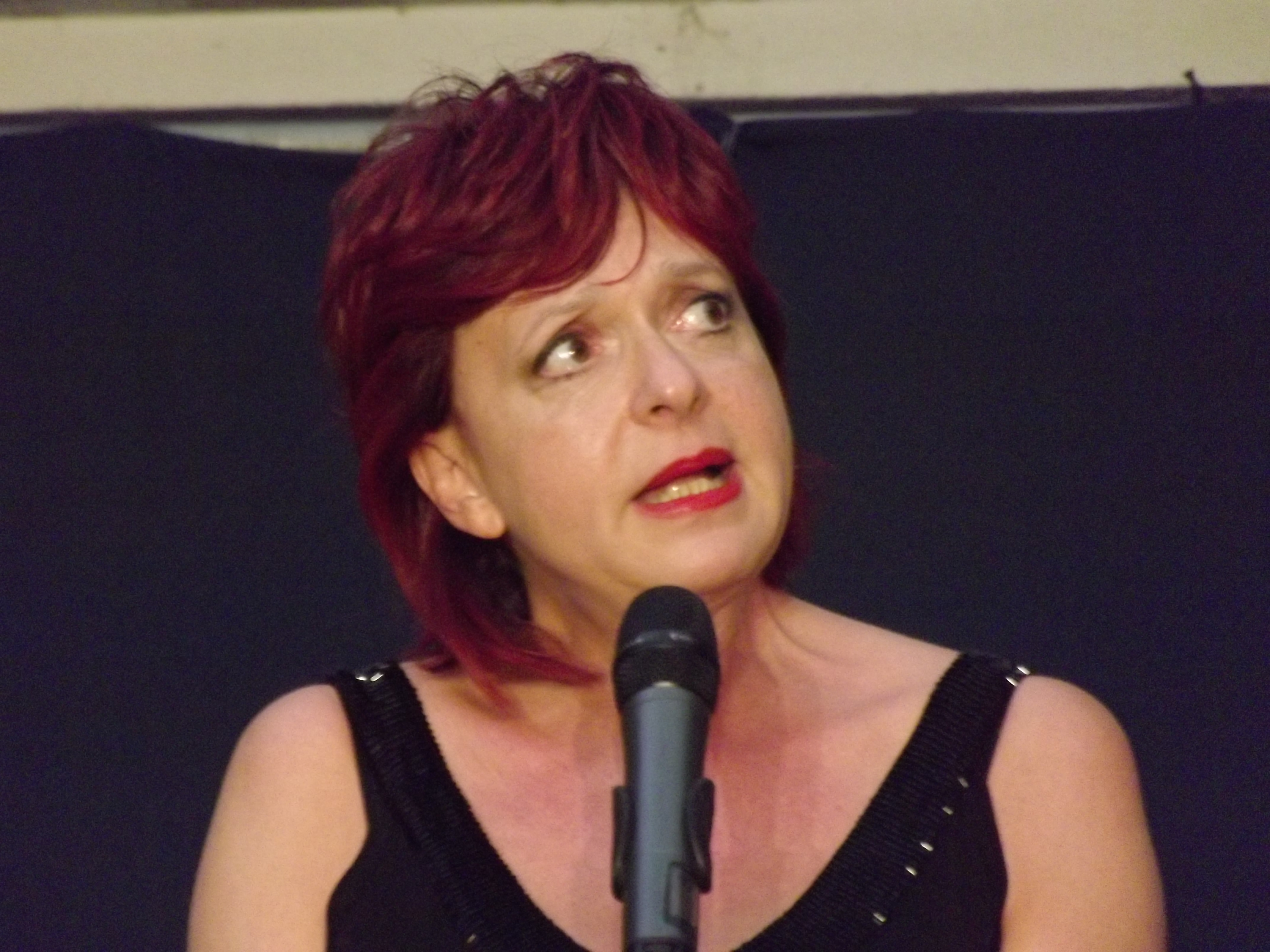

В 2018 году на церемонии вручения премии критиков Юдит Хернади упомянула свой разговор с известным режиссёром, не называя его имени. Однажды он ей сказал, что хорошая актриса должна быть в своей личной жизни пустой как губка. Юдит на это ответила, что в таком случае она не хорошая актриса, добавив: «я всегда буду женщиной, у которой есть своё мнение, независимый ум и которая говорит об этом». Она активно выступает против бесчеловечного, по её словам, нового закона Венгрии о бездомных, участвует в протестных уличных пикетах.
Несколько раз (в 2009, 2011 и 2012 годах) Юдит Хернади входила в состав венгерского музыкального конкурса
«Рождение звезды».
Кроме театра и кино актриса участвует в концертных турне, регулярно появляется в развлекательных ток-шоу, телевизионных политических кабаре и пародийных программах, в которых приветствуется «целительная сила смеха» (Heti Hetes, Gálvölgyi Show, Bajor Show, Szeszélyes évszakok), охотно принимает участие в благотворительных концертах.
На сцене Юдит Хернади не боится импровизаций. 1 мая 2019 года в будапештском театре Átrium она участвовала в необычной пьесе «Белый кролик, красный кролик» иранского автора Нассима Солейманпура. В этом спектакле нет ни режиссуры, ни декораций, ни костюмов, ни репетиций. Актёры, которые в нём играют, получают свой текст перед началом шоу, а предварительные инструкции — за 48 часов до начала. Это создает непредсказуемую игровую ситуацию между автором пьесы, исполнителями на сцене и зрительным залом. В этом процессе желание выразить свои чувства сталкивается со свободой языка и его ограничениями, будь то цензура или возникающие трудности перевода. Постановка шоу — демонстрация того, как слова могут разъединять или объединять людей. Каждый актёр понимает, что сыграет свою роль в этом спектакле только один раз в жизни.
В интервью 2019 года Юдит призналась, что не любит дни рождения, сознавая, что чем дальше, тем меньше времени у неё остаётся для творчества. Поэтому она предпочитает строить планы только на ближайшие сроки. Анонсируя свой творческий музыкальный вечер 31 января 2020 года в будапештском театре (венг. Belvárosi Színház), Юдит Хернади процитировала слова Вуди Аллена: «Я не боюсь смерти, я просто не хочу быть там, когда она придёт».

## Личная жизнь
В возрасте 17 лет Юдит при согласии родителей вышла замуж, но после этого брака, который продлился только два года, больше не хотела даже думать о замужестве.
Её партнёром долгое время был оперный певец Пал Тарьян (венг. Tarján Pál), их объединяло музыкальное творчество. Их дочь Жофия Тарьян, появившаяся на свет когда Юдит было 30 лет, унаследовала от родителей разнообразные таланты. Она стала художником-графиком, в 2010 году вместе со своей матерью сыграла одну из главных ролей в спектакле «Дочь актрисы» театра «Талия».
С 1991 по 2003 годы партнёром Юдит был венгерский актёр Гёрг Ласло, в 2017 году после 14-летнего перерыва они снова встретились.

## Творчество (выборочно)

### Спектакли
Юдит Хернади участвовала в спектаклях на сценах разных городов.
| Год  | Название             | Роль    | Театр                             |
| ---- | -------------------- | ------- | --------------------------------- |
| 1997 | «Венецианский купец» | Порция  | Театр Сиглигеты в Сольноке        |
| 1998 | «Хелло, Долли!»      | Долли   | Будапештский театр оперетты       |
| 2001 | «Сон в летнюю ночь»  | Титания | Национальный театр в Сегеде       |
| 2005 | «Королева чардаша»   | Сильва  | Театр под открытым небом в Сегеде |
| 2013 | «8 женщин»           | Габи    | Театр Játékszín в Будапеште       |

На сайте актрисы приводится её обширный театральный репертуар с указанием сыгранных ролей.
- MORTON MAMA — Fred Ebb-Bob Fosse-John Kander: Chicago, 2018. június 23. Átrium, r.: Alföldi Róbert
- MAUDE GUTMAN — Stephen Sachs: Valódi hamisítvány, 2018. április 13. Orlai Produkciós Iroda, r.: Valló Péter
- ELEONÓRA — James Goldman: Az oroszlán télen, 2017. december 21. Orlai Produkciós Iroda, r.: Szikszai Rémusz
- EMMI — Rainer Werner Fassbinder: A félelem megeszi a lelket, 2017. október 14. Átrium, r.: Alföldi Róbert
- MÁRIA — William Shakespeare: Vízkereszt, vagy amit akartok, 2017. július 28. Szegedi Szabadtéri Játékok — Szeged, Dóm tér, r.: Béres Attila
- MADAME CORA — Romain Gary (Émile Ajar): Salamon király szorong, 2016. június 9. Rózsavölgyi Szalon Arts & Café, r.: Dicső Dániel
- MARGO — Mary Orr: Mindent Éváról, 2015. szeptember 11. Orlai Produkciós Iroda, r.:Pelsőczy Réka
- ELVIRA — Noél Coward: Vidám kísértet, 2015. május 6. Játékszín, r.:Böhm György
- THALIA — Anat Gov: Happy Ending, 2014. július 25. Orlai Produkciós Iroda, r.:Gergye Krisztián
- GABY — Robert Thomas: Nyolc nő, 2013. december 14. Játékszín, r.:Korcsmáros György
- CHRISTINE — Richard Baer: Hitted volna?, 2013. október 3. Orlai Produkciós Iroda, r.:Verebes István
- VEREBERG GRÓFNŐ — Paul Blake: Római vakáció, 2013. július 26. Orlai Produkciós Iroda, r.:Pelsőczy Réka
- SCHNEIDER KISASSZONY — Joe Masteroff, John Kander, Fred Ebb: Kabaré, 2013. március 22. Bartók Kamaraszínház és Művészetek Háza — Dunaújváros, r.:Király Attila
- ELAINE NAVAZIO — Neil Simon: Az utolsó hősszerelmes, 2011. október 14. Játékszín, r.:Szirtes Tamás
- KONZULNÉ — Lehár Ferenc: A víg özvegy, 2011. július 15. Szegedi Szabadtéri Játékok — Szeged, Dóm tér, r.:Kozma Péter
- ANGÉLA — Parti Nagy Lajos: Bandy-lányok, 2011. június 18. Belvárosi Színház, r.:Ascher Tamás
- VALERY — Robert Harling: Acélmagnóliák, 2011. február 25. Játékszín, r.:Korcsmáros György
- TERÉZ — Nemes István-Koltai Róbert-Nógrádi Gábor-Dés László: Sose halunk meg, 2010. szeptember 4. Körcsarnok, r.:Koltai Róbert
- MAYA — Verebes István regénye alapján: Egy színésznő lánya, 2010. április 28. Thália Színház, r.:Jaross Viktória
- MAGGIE STRATTON — Bernard Slade: Jutalomjáték, 2009. november 20. Játékszín, r.:Szirtes Tamás
- PATTHY DIPHUSA — Jaross Viktória: MM, avagy Mindent Magamról, 2009. május 27. Millenáris, r.:Jaross Viktória
- DORIS — Bernard Slade: Jövőre, Veled, Ugyanitt, 2007. november 30. Madách Színház, r.:Szirtes Tamás
- RITA ARGOT — Baráthy György: Szemfényvesztés, 2006. december 31. Vidám Színpad, r.:Baráthy György
- MELISSA GARDNER — Gurney: Love letters, 2006. október 27. Belvárosi Színház, r.:Mácsai Pál
- ALICE — Dürrenmatt: Play Strindberg, 2006. szeptember 29. Thália Színház, r.:Ács János
- KOSMONOPOLIS HERCEGNŐ — Tennessee Williams: Az ifjúság édes madara, 2005. december 17. Soproni Petőfi Színház, r.:Tordy Géza
- CECÍLIA — Kálmán Imre: Csárdáskirálynő, 2005. július 29. Szegedi Szabadtéri Játékok — Szeged, Dóm tér, r.:Alföldi Róbert
- ADA — Ödön von Horváth: Szép kilátás, 2005. szeptember 30. Miskolci Nemzeti Színház, r.:Paolo Magelli Fráter Zoltán: Krúdy-keringő, 2004. július 27. Gyulai Várszínház, r.:Csiszár Imre
- HELEN — Delaney: Egy csepp méz, 2004. október 16. Budapesti Kamaraszínház — Tivoli, r.:Tordy Géza
- CLAIRE ZACHANASSIAN — Dürrennmatt: Az öreg hölgy látogatása, 2003. október 10. Miskolci Nemzeti Színház, r.:Tordy Géza
- KRISTÁLY ALICE — Horváth-Selmeczi: A pesti szín, 2002. november 5. Nemzeti Színház, r.:Selmeczi György
- GERTRUDISZ — Katona József: Bánk Bán, 2001. május 7., Gyulai Várszínház, r.:Csiszár Imre
- BEATRICE, LEONATO UNOKAHÚGA — Shakespeare: Sok hűhó semmiért, 2001. január 19. Szigligeti Színház, r.:Iglódi István Murray Schisgal: Szerelem, Ó!, 2000. június 10. Játékszín, r.:Balázsovits Lajos
- LÜSZISZTRATÉ — Arisztophanész: Lüszisztráté, 1999. október 15. Szigligeti Színház, r.:Schwajda György
- MARCIA — Churchill: Édes bosszú, 1999. április 16. Játékszín -Terézkörúti Színház, r.:Szirtes Tamás
- DOLLY LEVI — Stewart-Herman: Hello, Dolly!, 1998. november 7. Budapesti Operettszínház, r.:Horváth Péter
- FINUM RÓZSI — Tóth: A falu rossza, 1997, Szolnoki Szigligeti Színház
- NYINA PAVLOVNA — Osztrivszkij: Ártatlan bűnösök, Szolnok, r.:Vasiljev
- PORTIA — Shakespeare: A velencei kalmár, 1997/98 Szolnoki Szigligeti Színház, r.:Svajda György
- OLIVIA — Shakespeare: Vízkereszt, vagy amit akartok, 1996/97 Művész Színház
- MICI — Feydeau: Osztrigás Mici, 1996. Szolnoki Szigligeti Színház, r.:Svajda György
- LUKÁCS ANTÓNIA — Szomory: Hermelin, 1996. január 27. Vígszínház, r.:Máté Gábor
- MARY TYRONE — O’Neill: Utazás az éjszakába, 1994. október 28. Pesti Színház, r.:Horvai István
- ARANKA — Schwajda: Himnusz, 1989. Játékszín
- NINOCSKA — Lengyel: Ninocska, 1988. Vidám Színpad, r.:Bodrogi Gyula
- MARLENE — Pataki: Edith és Marlene, 1988. október 19. Pesti Színház, r.:Mészáros Márta mv.
- GITTEL MOSCA — Gibson: Libikóka, 1987. Játékszín, r.:Valló Péter
- CHARLIE — Axelrod: Good bye, Charlie!, 1987 Vidám Színpad, r.:Kalmár Tibor Márton László: Lepkék a kalapon, 1987. április 9. Radnóti Miklós Színház, r.:Verebes István
- TITÁNIA — Shakespeare: Szentivánéji álom, Szegedi Nemzeti Színház, r.:Alföldi Róbert
- IRINA — Vampilov: Vadkacsavadászat, 1985. Vígszínház, r.:Jefremov
- BROOKE — Frayn: Ugyanaz hátulról, 1984. Vígszínház, r.:Kapás Dezső
- EBOLI HERCEGNŐ — Schiller: Don Carlos, 1984. Vígszínház, r.:Szinetár Miklós
- ANGELICA — Congreve: Szerelmet szerelemért, 1983. Vígszínház, r.:Valló Péter
- HELÉNA — Shakespeare: Szentivánéji álom, 1984. Pesti Színház, r.:Marton László
- SYLVIA — Schisgal: Gépírók, 1983 Vígszínház, r.:Verebes István
- GLADYS, PU PING CSO — Schisgal: Kínaiak, 1983 Vígszínház, r.:Verebes István
- NYINA — Csehov: Sirály, 1982. Vígszínház, r.:Horvai Dezső
- MARGIT — Dumas: A kaméliás hölgy, 1981. Játékszín, r.:Sík Ferenc
- YVETTE DRUET — Erikson-Göran: Párizsi élet, 1980. Vígszínház, r.:Valló Péter
- ARMAND BÉJART — Bulgakov: Őfelsége komédiása, Vígszínház
- ENID POLLACK — Allen: Lebegő fénybuborék, Játékszín
- VIOLA — Molnár: Üvegcipő, 1978. Vígszínház r.:Kapás Dezső
- FODRÁSZLÁNY — Fejes: Jó estét nyár, jó estét szerelem!, 1978. Vígszínház, r.:Marton László
- KATI — Csurka: Házmestersirató, 1978. Vígszínház, r.:Horvai István Y — Csurka: Deficit, 1980. Vígszínház, r.:Horvai István
- DUCKET NŐVÉR — Geller: A 22-es csapdája, 1978. Vígszínház, r.:Kapás Dezső
- CANDY STARR — Kesey: Kakukkfészek, 1977. Vígszínház, r.:Kapás Dezső

### Фильмы
Юдит Хернади играла и озвучивала множество ролей в кино- и телефильмах:
Кинофильмы
- 1974: Завтра будет фазан (венг. Holnap lesz fácán)
- 1975: Потеряй мою бороду! (венг. Ereszd el a szakállamat!)
- 1977: Кто меня видел? (венг. Ki látott engem?)
- 1978: Пороги (венг. Küszöbök)
- 1979: Крепость (венг. Az erőd)
- 1980: Языческая Мадонна (венг. A Pogány Madonna)
- 1980: Наследие (венг. Örökség)
- 1981: Мефисто (венг. Mephisto)
- 1982: Получатель «Вечного света» (венг. Fogadó az «Örök világossághoz»)
- 1982: Смотреть друг на друга (венг. Egymásra nézve)
- 1983: Виадук (венг. Viadukt)
- 1984: Саффи (мультфильм) (венг. Szaffi)
- 1984: Маленький я, маленький ты (венг. Egy kicsit én, egy kicsit te)
- 1986: Миклош Акли (венг. Akli Miklós)
- 1987: Последняя рукопись (венг. Az utolsó kézirat)
- 1987: Коклюш (венг. Szamárköhögés)
- 1989: Я приехал из Америки… (венг. Amerikából jöttem...)
- 1991: Литая (венг. Szereposztás)
- 1992: Скорпион ест близнецов на завтрак (венг. A Skorpió megeszi az ikreket reggelire)
- 1994: Пробуждение (венг. Ébredés)
- 1994: Брат Бруклин (венг. A Brooklyni testvér)
- 1995: Самба (венг. Szamba)
- 1996: Красный зверь (венг. A vörös bestia)
- 1996: Давайте любить друг друга, дети! (венг. Szeressük egymást gyerekek!)
- 1997: Министр отходит в сторону (венг. A miniszter félrelép)
- 1998: Тем не менее, учитель (венг. Ámbár tanár úr)
- 1998: Рыба (венг. A hal)
- 2003: Макс (венг. Max)
- 2003: С днем рождения! (венг. Boldog Születésnapot!)
- 2005: Битва при Пэт (озвучивание)(венг. Pata-csata)
- 2005: Опусти голову! (венг. Le a fejjel!)
- 2006: Восьмой день недели (венг. A Hét nyolcadik napja)
- 2007: Есть пассажиры (венг. Hasutasok)
- 2007: S.O.S. любовь (венг. S.O.S. Szerelem)
- 2008: Успокоенность (венг. A Nyugalom)

Телефильмы
- Чистое кабаре! (венг. Tiszta Kabaré!)
- Antalosdi
- Мяч (венг. A bál)
- Готовый цирк (венг. Kész cirkusz)
- Секреты за кулисами (венг. Kulisszatitkok)
- Пороги (сериал 1978 года) (венг. Küszöbök (1978-tévésorozat))
- Дискотека, дискотека, дискотека (венг. Disco, disco, disco) (1979)
- Где жеребёнок, где нет жеребёнка (венг. Hol colt, hol nem colt) (1980)
- Причудливые Сезоны (1981 развлекательный журнал) (венг. Szeszélyes évszakok (1981-től szórakoztató magazin))
- Философ (венг. A filozófus) (1981)
- Тетя Роза позаботится об этом (венг. Róza néni elintézi) (1982)
- Призрак Кентервиля (венг. A canterville-i kísértet) (1982)
- Как свободные губы (сериал 1983 года) (венг. Mint oldott kéve (1983-tévésorozat))
- Потерянные собаки (венг. Veszett kutyák) (1984)
- Сельдь без рыбы (сериал 1984 года) (венг. Szálka, hal nélkül (1984-tévésorozat))
- Опрометью (венг. Hanyatt-homlok) (1984)
- Натюрморт (венг. Csendélet) (1984)
- Т. И.Р. 1-12. (сериал 1984 года) (венг. T.I.R. 1-12. (1984, tévésorozat))
- Кемери 1-5. (сериал 1985 года) (венг. Kémeri 1-5. (1985, tévésorozat))
- Брат, звезда (венг. Öcsi, a sztár) (1988)
- Мечтательный (венг. Álombolt) (1988)
- Охота на дикую утку (венг. Vadkacsavadászat) (1989)
- Эдит и Марлен (венг. Edith és Marlene) (1992)
- Огурец (1992—2002, развлекательное шоу) (венг. Uborka (1992—2002, szórakoztató műsor))
- Риск (сериал 1993 года) (венг. Rizikó (1993, tévésorozat))
- Сюни и друзья (кукольный сериал 1995 года) (венг. Süni és barátai (1995-bábsorozat))
- Удачи! (венг. Szerencsi, fel!) (1997)
- Еженедельно (RTL Club шоу с 1999 года) (венг. Heti Hetes (1999-től az RTL Klub műsora))
- Пасик (сериал 2000—2003 годы) (венг. Pasik (2000—2003 között készült tévésorozat))
- Мастер и Маргарита (венг. A Mester és Margarita) (2005)
- Кого ударил этот ребёнок? (венг. Kire ütött ez a gyerek?) (2007)
- Эспрессо (сериал 2008 года) (венг. Presszó (2008, tévésorozat))
- butiquehotel.hu (2015, tévésorozat)

### Диски, компакт-диски и аудиокниги
Доступ для пробного прослушивания — на сайте Apple Music.
Список на венгерском языке
- Ráadás (2006)
- Kernádi (2001) — Kern Andrással közösen
- Levetett blues (1997)
- Fehéren-feketén (1983)
- Sohase mondd (1982)
- A császár új ruhája és más Andersen mesék
- Kormos István: Mese Vackorról, egy pisze kölyökmackóról
- Kormos István: Vackor az első bében
- Lázár Ervin: Szegény Dzsoni és Árnika
- Fánk történetek

## Призы и награды (выборочно)
Творческий вклад актрисы неоднократно отмечался премиями и призами.
- 1986 — награждение премией имени знаменитой венгерской актрисы Мари Ясаи
- 1988 — присвоение звания заслуженной артистки Венгрии
- 1992 — Элизабет-премия (венг. Erzsébet-díj)
- 1993 — приз венгерских актёров — Дерине (венг. Déryné-díj)
- 1996 — премия кинокритиков (венг. Filmkritikusok Díja)
- 1998 — достойный художник (венг. Érdemes művész)
- 2002 — приз имени Миклоша Радноти (венг. Radnóti Miklós-díj), а также имени Дери Яноша (венг. Déri János-díj)
- 2007 — орден за заслуги перед Венгрией (венг. A Magyar Köztársasági Érdemrend Tisztikeresztje)